# Кучерук Анастасія Калениківна
Анастасія Калениківна Кучерук (1 січня 1923, село Радошівка, тепер Ізяславського району Хмельницької області — ?) — українська радянська діячка, новатор сільськогосподарського виробництва, завідувачка птахоферми, бригадир із відгодівлі худоби колгоспу імені Леніна села Радошівки Ізяславського району Хмельницької області. Депутат Верховної Ради УРСР 5—6-го скликання.

## Біографія
Народилася у селянській родині. Закінчила семирічну школу. Трудову діяльність розпочала колгоспницею колгоспу імені Леніна села Радошівки Ізяславського району Кам'янець-Подільської області. З 1945 по 1954 рік працювала ланковою у колгоспі. Вирощувала високі врожаї цукрових буряків.
З 1954 року — пташниця, завідувачка птахоферми; бригадир із відгодівлі худоби колгоспу імені Леніна села Радошівки Ізяславського району Хмельницької області. У 1958 році одержала від кожної курки-несучки по 169 яєць, виростила 20 тисяч штук качок.
Потім — на пенсії у селі Радошівці Ізяславського району Хмельницької області.

## Нагороди
- ордени
- медаль «За трудову доблесть» (26.02.1958)
- медалі